# Edgardo Massa
Edgardo Massa (n. 22 de marzo de 1981 en Formosa, Argentina) es un jugador de tenis argentino. Afectado por numerosas lesiones, Massa no pudo nunca afianzarse respecto a las expectativas que se tenían de él. Su mejor temporada fue en 2004 y comienzos del 2005, cuando llegó a ocupar el puesto nº91 de la clasificación ATP. No obstante, una nueva lesión lo volvió a apartar del circuito y desde entonces no ha podido recuperarse totalmente. Su hermano menor, Emiliano Massa, ha sido campeón junior en dobles del Torneo de Roland Garros.

## Torneos Challengers (5)

### Individuales (5)

#### Títulos
| N.º | Fecha                    | Torneo        | Superficie    | Oponente en la final     | Resultado         |
| --- | ------------------------ | ------------- | ------------- | ------------------------ | ----------------- |
| 1.  | 17 de septiembre de 2001 | Florianópolis | Tierra batida | Gastón Etlis             | 6-3 7-5           |
| 2.  | 24 de septiembre de 2001 | São Paulo-2   | Tierra batida | Martín Vassallo Argüello | 7-6(1) 6-7(5) 6-4 |
| 3.  | 20 de septiembre de 2004 | Szczecin      | Tierra batida | David Sánchez            | 6-2 6-2           |
| 4.  | 27 de septiembre de 2004 | Dubrovnik     | Tierra batida | Tomas Behrend            | 6-3 7-6(3)        |
| 5.  | 17 de enero de 2005      | La Serena     | Tierra batida | Mariano Puerta           | 6-4 7-6(3)        |